# میدلندز ایر آمبولانس
میدلندز ایر آمبولانس (به انگلیسی: Midlands Air Ambulance) یک شرکت هواپیمایی است که در تاریخ ۱۹۹۰ میلادی تأسیس شده است.